# Palaemonella pusilla
Palaemonella pusilla är en kräftdjursart som beskrevs av Bruce 1975. Palaemonella pusilla ingår i släktet Palaemonella och familjen Palaemonidae. Inga underarter finns listade i Catalogue of Life.